# Édisud
Édisud je nakladatelství založené roku 1971 Charly-Yvesem Chaudoreillem, se sídlem v Avignonu. Specializuje se od začátku na díla s tematikou Středomoří, hlavně Provence a Maghrebu.
Édisud byl koupen belgickou skupinou Éditions de la Lesse. V současnosti sídlí v Aix-en-Provence.

## Publikace
Édisud vydává knihy a časopisy. Disponuje 1000 položkami v katalogu a průměrně vydává 65 nových titulů ročně.
Časopisy:
- do roku 2007 Revue des mondes musulmans et de la Méditerranée
- Études et documents berbères